# Czesławice (Wągrowiec)
Pour les articles homonymes, voir Czesławice.
Czesławice (prononciation : [t͡ʂɛswaˈvit͡sɛ]) est un village polonais de la gmina de Gołańcz dans le powiat de Wągrowiec de la voïvodie de Grande-Pologne dans le centre-ouest de la Pologne.
Il se situe à environ 6 kilomètres au nord-ouest de Gołańcz (siège de la gmina), 21 kilomètres au nord de Wągrowiec (siège du powiat), et à 69 kilomètres au nord de Poznań (capitale de la Grande-Pologne).
Le village possède une population d'environ 600 habitants.

## Histoire
De 1975 à 1998, le village faisait partie du territoire de la voïvodie de Piła.

Depuis 1999, Czesławice est situé dans la voïvodie de Grande-Pologne.